# 이반 시슈만
이반 시슈만(불가리아어: Иван Шишман)은 1371년부터 1395년까지 제 2차 불가리아 제국의 차르였다. 이반 시슈만의 지배력은 터르노보를 위시한 불가리아 제국의 중심부에 한정되었다. 그의 우유부단하고 일관성 없는 정책은 불가리아가 오스만 제국에 멸망하는 것을 막지 못하였다. 1393년 오스만 제국은 터르노보를 점령하였고, 2년 후 그들은 이반 시슈만의 마지막 거점을 점령한 후 그를 처형하였다.
비록 군사적, 정치적 취약에도 불구하고 그의 치세 동안 불가리아는 주요한 문화적 중심지가 되었고 헤시카주의는 불가리아 정교회 내에서 주도적이었다. 터르노보의 총대주교 에브티미는 불가리아에서 가장 저명한 문화 인사가 되었다. 많은 저작들이 쓰여지거나 번역되었고 불가리아어의 통일된 규칙의 철자 개혁도 이루어졌다. 불가리아의 멸망 후 많은 수도사들은 다른 정교회 국가로 피난하였고 그곳에 불가리아 문화의 성과를 전파하였다.
이반 시슈만의 치세는 불가리아의 오스만 제국에의 멸망과 불가분의 관계에 있었다. 비록 그가 국가의 수호를 위해 어떠한 주도적 역할을 하였는 지에 대한 역사적인 자료는 없지만, 불가리아의 민담에서 이반 시슈만은 압도적인 오스만 제국의 힘에 대항하는 전설적이고 영웅적인 인물로 그려진다. 불가리아 도처에 그의 이름을 딴 많은 유적, 지명, 요새 등이 잔존한다.

## 참조 문헌
- Андреев, Йордан (Jordan Andreev); Милчо Лалков (Milcho Lalkov) (1996). 《Българските ханове и царе (The Bulgarian Khans and Tsars)》 (불가리아어). Велико Търново (Veliko Tarnovo): Абагар (Abagar). ISBN 954-427-216-X.
- Bogdan, Ioan (1966). 《Contribuţii la istoriografia bulgară şi sârbă în Scrieri alese (Contributions from the Bulgarian and Serbian Historiography in Selected Writings)》 (루마니아어). Bucharest: Anubis.
- Божилов, Иван (Ivan Bozhilov); Гюзелев, Васил (Vasil Gyuzelev) (1999). 《История на средновековна България VII-XIV век (History of Medieval Bulgaria 7th-14th Centuries)》 (불가리아어). София (Sofia): Анубис (Anubis). ISBN 954-426-204-0.
- Делев, Петър (Petar Delev); and collective (1996). 〈19. България при цар Иван Александър (Bulgaria under Emperor Ivan Alexander)〉. 《История и цивилизация за 11 клас (History and Civilization for 11th Grade)》 (불가리아어). Труд, Сирма (Trud, Sirma). ISBN 954-439-701-9. 2012년 12월 5일에 원본 문서에서 보존된 문서. 2011년 9월 21일에 확인함.
- Fine, J. (1987). 《The Late Medieval Balkans, A Critical Survey from the Late Twelfth Century to the Ottoman Conquest》. The University of Michigan Press. ISBN 0-472-10079-3.
- Георгиева, Цветана (Tsvetana Georgieva); Генчев, Николай (Nikolay Genchev) (1999). 《История на България XV-XIX век (History of Bulgaria 15th-19th Centuries)》 (불가리아어). София (Sofia): Анубис (Anubis). ISBN 954-426-205-9.
- Kazhdan, A.; and collective (1991). 〈Volume I〉. 《The Oxford Dictionary of Byzantium》. New York, Oxford: Oxford University Press. ISBN 0-19-504652-8.
- Иречек, Константин (Konstantin Jireček); под редакцията на Петър Петров (edited by Petar Petrov) (1978). 〈XXIII Завладяване на България от турците (Conquest of Bulgaria by the Turks)〉. 《История на българите с поправки и добавки от самия автор (History of the Bulgarians with corrections and additions by the author)》 (불가리아어). София (Sofia): Издателство Наука и изкуство.
- Златарски, Васил (Vasil Zlatarski) (2005). 《България през XIV-XV век (Bulgaria during the 14th and 15th Centuries)》 (불가리아어). Изток–Запад (Anubis). ISBN 954-321-172-8.